# 安徽省金寨县希望小学
安徽省金寨县希望小学是位於中華人民共和國安徽省六安市金寨縣南溪镇的一所小學，是該國的第一所希望小学。學校前身是彭氏祠堂。1990年2月，當時在共青团中央工作的李克强在金寨县为希望小学选址。在中国青少年发展基金会以及各級政府的支援下希望小學成立於1990年5月19日。當天徐向前题写了校名，时任团中央书记处书记洛桑亲临学校剪彩。現今金寨县希望小学有两个校区、多栋校舍、配备多媒体教学设备以及标准化操场，占地面积14200平方米。